# Dammen (Torsåkers socken, Gästrikland)
Dammen är en sjö i Hohyttan i Hofors kommun i Gästrikland och ingår i Gavleåns huvudavrinningsområde.